# Habronattus nahuatlanus
Habronattus nahuatlanus là một loài nhện trong họ Salticidae.
Loài này thuộc chi Habronattus. Habronattus nahuatlanus được Griswold miêu tả năm 1987.